# Le Passé inaperçu
Le Passé inaperçu est un tableau peint par Pierre Alechinsky en 1981. Réalisée à la peinture acrylique et l'encre de Chine sur du papier marouflé sur une toile, elle est conservée au musée national d'Art moderne, à Paris.